# Cosi je ve vzduchu
Cosi je ve vzduchu, ve francouzském originále Après mai (tj. Po květnu) je francouzský hraný film z roku 2012, který režíroval Olivier Assayas podle vlastního scénáře s částečnými autobiografickými prvky. Film popisuje osudy mladých lidí ve Francii po květnových událostech. Snímek měl světovou premiéru na Mezinárodním filmovém festivalu v Benátkách 3. září 2012, v ČR byl uveden na filmovém festivalu Febiofest v roce 2013 pod názvem Something in the Air.

## Děj
Příběh začíná v létě 1971. Čtyři spolužáci z lycea na pařížském předměstí se pravidelně účastní demonstrací a bojů v Paříži proti CRS. Jednou v noci polepí a posprejují školu. Jako jeden z účastníků je zjištěn Jean-Pierre. Jeho přátelé proto zorganizují odvetnou akci proti hlídačům, z nichž jeden je zraněn. Spolužáci po skončení školy odjíždějí s levicovými filmaři odjíždějí mimo Paříž a pak pokračují do Florencie, kde se jejich cesty rozdělují. Gilles se vrací do Francie studovat umění, Christophe jede s novou přítelkyní do Afghánistánu točit levicově angažované filmy. Po čase se opět setkávají. Gilles pracuje pro otce, který je producentem televizních filmů, Jean-Pierre pracuje v levicové tiskárně, Christophe má stále revoluční radikální ideály, jejich názory se rozcházejí.

## Obsazení
| Clément Métayer      | Gilles          |
| Lola Créton          | Christine       |
| Carole Combes        | Laure           |
| Nathan Rodrigue      | Christophe      |
| Mathias Renou        | Vincent         |
| Hugo Conzelmann      | Jean-Pierre     |
| Félix Armand         | Alain           |
| Léa Rougeron         | Léa             |
| Félix de Givry       | Christophe      |
| India Salvor Menuez  | Leslie          |
| Martin Loizillon     | Rackam le Rouge |
| Simon-Pierre Boireau | Jean-René       |

## Ocenění
- Benátský filmový festival: cena za nejlepší scénář
- Festival international du film de Flandre-Gand: cena za nejlepší hudbu